# Оукридж (Орегон)
Оукридж (англ. Oakridge) — місто (англ. city) в США, в окрузі Лейн штату Орегон. Населення — 3206 осіб (2020).

## Географія
Оукридж розташований за координатами 43°44′42″ пн. ш. 122°27′55″ зх. д. / 43.74500° пн. ш. 122.46528° зх. д. (43.745007, -122.465261).  За даними Бюро перепису населення США в 2010 році місто мало площу 5,67 км², з яких 5,43 км² — суходіл та 0,25 км² — водойми.

## Демографія
Згідно з переписом 2010 року, у місті мешкало 3205 осіб у 1437 домогосподарствах у складі 849 родин. Густота населення становила 565 осіб/км².  Було 1605 помешкань (283/км²).
Расовий склад населення:
| - 90,7 % — білих - 1,8 % — корінних американців - 1,0 % — чорних або афроамериканців - 0,6 % — азіатів - 1,5 % — осіб інших рас |

До двох чи більше рас належало 4,5 %. Частка іспаномовних становила 5,4 % від усіх жителів.
За віковим діапазоном населення розподілялося таким чином: 20,0 % — особи молодші 18 років, 57,4 % — особи у віці 18—64 років, 22,6 % — особи у віці 65 років та старші. Медіана віку мешканця становила 48,1 року. На 100 осіб жіночої статі у місті припадало 100,9 чоловіків;  на 100 жінок у віці від 18 років та старших — 98,5 чоловіків також старших 18 років.
Середній дохід на одне домашнє господарство  становив 45 183 долари США (медіана — 39 947), а середній дохід на одну сім'ю — 51 500 доларів (медіана — 42 788). За межею бідності перебувало 21,4 % осіб, у тому числі 46,0 % дітей у віці до 18 років та 18,5 % осіб у віці 65 років та старших.
Цивільне працевлаштоване населення становило 1084 особи. Основні галузі зайнятості: освіта, охорона здоров'я та соціальна допомога — 26,5 %, будівництво — 11,1 %, роздрібна торгівля — 8,5 %, транспорт — 7,8 %.